# النقوش والرسوم الصخرية بمحافظة الطائف
النقوش والرسوم الصخرية بمحافظة الطائف، والتي تعد من أقدم المدن التي تم استيطانها في الجزيرة العربية، وقد عُرفت في كتب التاريخ بأنها ثالث المدن الحضرية قبل الإسلام بعد مكة المكرمة والمدينة المنورة، حيث يمتد تاريخها إلى أكثر من ألفي عام، وقد أكسبها موقعها ومركزها الحضاري في العصر الجاهلي سمعة عالمية وجعلها مركزا تجاريا بين بلاد الروم والفرس والحبشة واليمن والشام، والطائف مدينة لا تشبه إلا نفسها لتميزها بتاريخها وآثارها وبطبيعتها واعتدال جوها طوال العام، وتضم مدينة الطائف العديد من المواقع الأثرية التي تحكي عراقة وتاريخ وماضي هذه المدينة والتي تثبت أن لهذه البقعة تاريخا عظيما وحضارة باسقة منذ القدم.

## قائمة أهم النقوش والرسوم الصخرية
| اهم النقوش والرسوم الصخرية |                         |         | |            |         |       |
| صورة                       | الموقع                  | المدينة | الوصف | الاحداثيات | ملاحظات | مصادر |
|                            | موقع العرفاء            |         | يعد جبل العرفاء الواقع بالقرب من سوق عكاظ من أكبر مواقع الفنون الصخرية في الطائف، ويعتبر هذا الموقع من المواقع المميزة لفترة ما قبل الإسلام، ويضم مجموعة من الأدوات الحجرية، إلى جانب عدد كبير من الرسوم الصخرية والكتابات الأثرية، وعددًا من الكتابات بالخط العربي في فترة ما قبل الإسلام، وكذلك بقايا قلعة تاريخية مبنية من الحجر، يعود تاريخها إلى أواخر القرن الثالث عشر الهجري.                                                                      |            |         |       |
|                            | سد سيسد                 |         | سد سيسد من السدود الأثرية القديمة والذي يقع جنوب شرقي الطائف في منتزه سيسد الوطني، ومن أبرز معالم السد نقش حُفر على واجهة إحدى الصخور كُتب بالخط الكوفي يحمل اسم الخليفة الأموي معاوية بن أبي سفيان رضي الله عنه واسم بانيه وكاتبه، وجاء في قراءة نص النقش ما يلي: «هذا السد لعبد الله معاوية، أمير المؤمنين بناه عبد الله بن صخر، بإذن الله لسنة ثمان وخمسين، اللهم اغفر لعبد الله معاوية، أمير المؤمنين وثبته وانصره ومتع المؤمنين به كتب عمرو بن حباب». |            |         |       |
|                            | جبل السكارى             |         | موقع جبل السكارى بحي السلامة والذي يتميز بنقوشه الصخرية العديدة الأثرية والتي تعود إلى العصر العباسي أو ما قبله من عصريّ صدر الإسلام والأموي. |            |         |       |
|                            | موقع الردف              |         | ويقع على بعد 5كم جنوب الطائف وتزخر بالعديد من النصوص الكتابية بالخط الإسلامي توجد معظمها على قمة أحد التكوينات الصخرية المرتفعة في الجزء الجنوبي من منتزه الردف ويعود تاريخ هذه الكتابات إلى صدر الإسلام. |            |         |       |
|                            | موقع الحفيرة            |         | يقع موقع الحفيرة شمال غرب محافظة الطائف بالمحاني ويضم الموقع كتابات إسلامية ، وعدد من الوسوم والرسوم الصخرية. |            |         |       |
|                            | موقع غيران النبي        |         | يقع موقع غيران النبي جنوب محافظة الطائف ويضم عدد من الرسوم الحيوانية الصخرية الغائرة . |            |         |       |
|                            | موقع وادي جليل          |         | يقع موقع وادي جليل شرق محافظة الطائف ويضم الموقع عدد من الكتابات الاسلامية وعدد من الوسوم والرسوم الصخرية. |            |         |       |
|                            | موقع الرسوم الملون بقيا |         | يقع موقع قيا جنوب محافظة الطائف في المدخل المؤدي إلى أحد الكهوف، ويضم الموقع رسوم صخرية ملونه ذات طابع فريد ومميز. وكما هو موضح في الصور اختلاف الألوان المستخدمة في الرسم الحيواني والبشري. |            |         |       |
|                            | موقع غدير وادي لوان     |         | يقع موقع غدير وادي لوان شرق محافظة الطائف وهو عبارة عن تكوينات صخرية تحتوي على بعض النقوش والكتابات الإسلامية، والوسوم والرسوم الصخرية. |            |         |       |
|                            | موقع بلاد وقدان         |         | يقع موقع بلاد وقدان جنوب محافظة الطائف ويحتوي على بعض النقوش والكتابات الإسلامية، التي تعود عمرها إلى ألاف السنين. |            |         |       |
|                            | موقع وادي قرن           |         | يقع موقع وادي قرن غرب محافظة الطائف ويحتوي على بعض الرسومات الصخرية ويبدو هذا الموقع من المواقع المميزة التي لها أهمية كبيرة في المحافظة عليها. |            |         |       |
|                            | موقع وادي بقرة          |         | يقع موقع وادي بقرة بالسيل الكبير المؤدي إلى الشامية عبر طريق ترابي وعلى سفح أحد الجبال الجنوبية وتبدو مجموعة من الصخور وكأنها سقطت من الجبل المجاور لها مختلفة الأحجام وتحمل عدداً من الرسوم البديعة منها الإنسانية ومنها الحيوانية التي رسمت على شكل صف لعدد أربع رسومات لأبقار وثيران نقشت بعناية فائقة بالحفر الغائر، وربما تعدو هذه الرسوم من القرن الأول قبل الميلاد.                                                                                |            |         |       |
|                            | موقع سد داما            |         | يقع موقع سد داما جنوب غرب الطائف وعلى بعد 140كم ومن أكثر السدود اثارة للأعجاب ويتميز بنقش بالخط الكوفي على كتلة حجرية كبيرة بالقرب من الطرف الشمالي للسد وقد كتب :بسم الله الرحمن الرحيم اللهم .....الحمد ربنا ...يا و ملانا اللهم لاحول لي ولا قوة با لا بك . |            |         |       |
|                            | موقع جبلا ثلاثاء        |         | يقع جبل ثلاثاء جنوب مدينة الطائف على بعد 39 كم تعلوه ثلاث قمم يضم مجموعة من الرسوم الصخرية والكتابات الثمودية. |            |         |       |
|                            | موقع حمى النمور         |         | يقع غرب الطائف إلى اليمين من طريق الهدا ويعتبر أحد أودية جبال الهدا يحتوي على عدد من النصوص الكتابية المميزة تتركز حول مصب مائي يمثل رافدا للوادي الرئيسي والذي يمتد من الغرب إلى الشرق .[1] |            |         |       |

## الصور

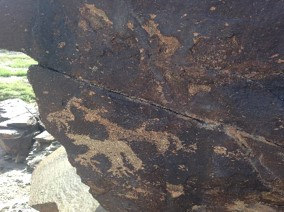
موقع وادي قرن
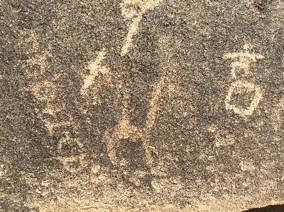
موقع غدير وادي لوان
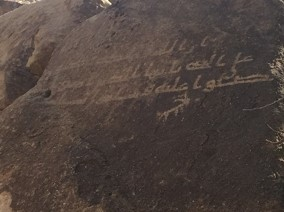
بلادن وقدان
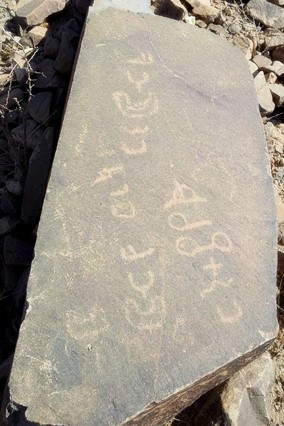
موقع العرفاء
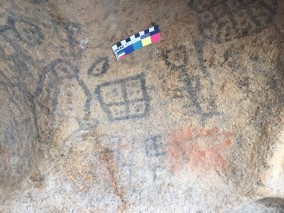
موقع الرسوم الملونة بقيا
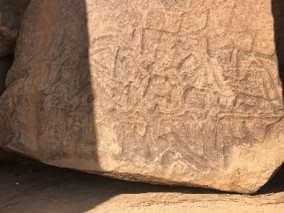
عيران النبي
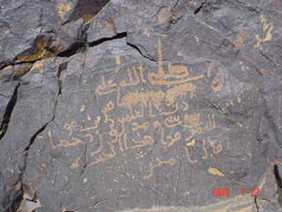
حمى النور